# 佛利碱茅
佛利碱茅（学名：Puccinellia phryganodes）为禾本科碱茅属下的一个种。